# شنل‌پوش کاپوری
کپوچین کاپوری (نام علمی: Cebus kaapori) نام یک گونه از زیرخانواده میمون کپوچین است.